# Chiesa di San Prospero (Carpineti)
La chiesa di San Prospero è la parrocchiale di Carpineti, in provincia di Reggio Emilia e diocesi di Reggio Emilia-Guastalla; fa parte del vicariato della Montagna.

## Storia
La prima citazione di una chiesetta dedicata a San Prospero nella zona di Carpineti è da ricercarsi in un documento del 957. Nel 1092 detta cappella fu donata da Matilde di Canossa all'abbazia di San Benedetto in Polirone. L'edificio fu completamente distrutto da un rovinoso incendio nel XIII secolo e riedificato in una località allora nota come Geugel. 
Dalla relazione della visita pastorale del 1594 del vescovo Claudio Rangoni s'apprende che la chiesa era mal ridotta e che si consigliava di riedificarla ex novo. La nuova e parrocchiale, costruita sfruttando pure i materiali provenienti dalla demolita chiesa di San Gregorio, venne iniziata alla fine del XVI secolo e portata a termine nel 1605; la consacrazione venne impartita nel 1609. 
All'inizio del Settecento fu realizzata per volere del nobiluomo Carlo Antonio Giannini, la cappella laterale sulla destra. Dagli scritti della visita pastorale del 1724, compiuta dal vescovo Lodovico Forni, si evince che il campanile era dotato di due campane. La torre campanaria venne ristrutturata nel 1777 e sopraelevata nel 1833. Da un documento del 1858 redatto da Prospero Fantuzzi si conosce che da poco erano stati collocati due altari nella navata laterale destra e che si pensava di realizzare una navatella anche una sinistra, poi non edificata. Nel 1976 venne rifatto il tetto e la parrocchiale ridipinta e, nel 2009, quest'ultima subì un'ulteriore ristrutturazione.

## Descrizione
La chiesa presenta una facciata a capanna rivolta ad occidente sulla quale s'aprono il portale ed una finestra, sopra la quale s'apriva una seconda finestrella, oggi murata. 
L'interno è composto da una navata principale e una laterale presenta. Il soffitto della parte centrale, terminante con il presbiterio chiuso da un'abside quadrangolare, è a botte e quello della navatella laterale a crociera. 

La torre presenta una cella campanaria sulla quale s'aprono quattro monofore caratterizzate da archi a tutto sesto.